# Synagoge (Hemsbach)

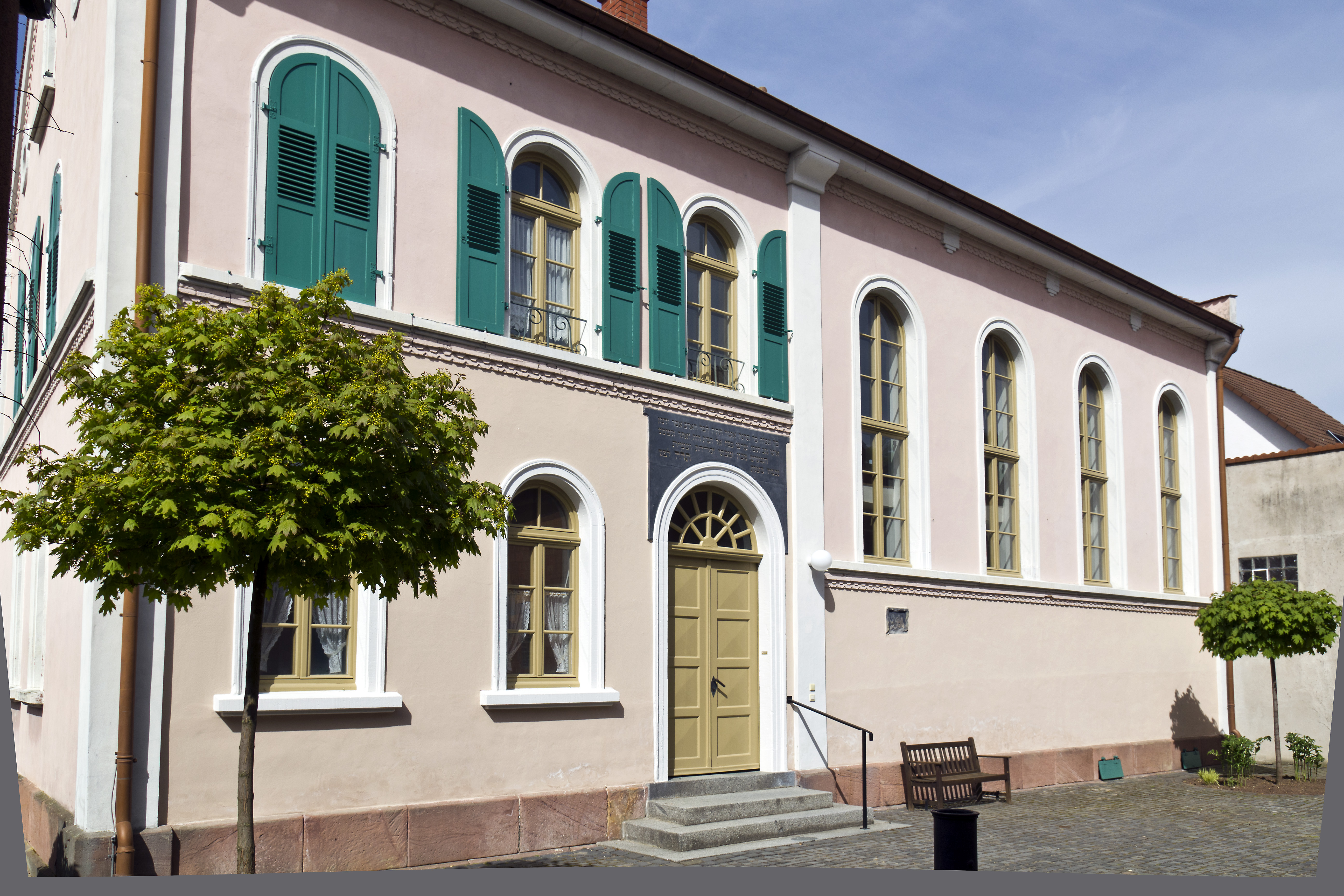
Synagoge in Hemsbach

Die Synagogue in Hemsbach, einer Stadt im Rhein-Neckar-Kreis im nördlichen Baden-Württemberg, wurde 1847/48 errichtet. Die profanierte Synagoge ist ein geschütztes Kulturdenkmal.

## Geschichte

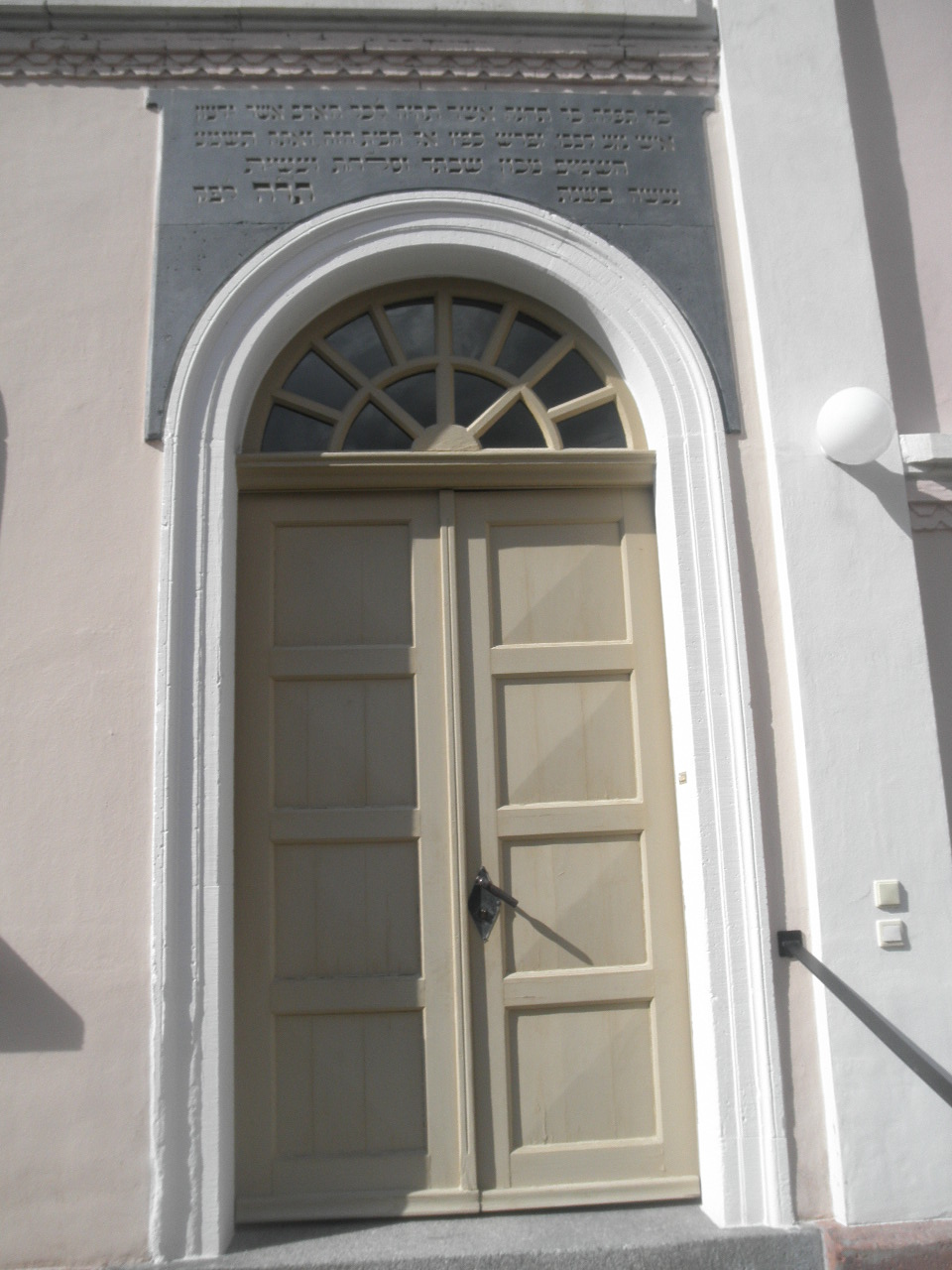
Portal der Synagoge

Im Jahr 1843 kaufte die jüdische Gemeinde Hemsbach im Ortskern das Grundstück Mittelgasse 16. 1847/49 wurde nach den Plänen des Baumeisters Valentin Fuchs (1813–1850), eines Schülers von Heinrich Hübsch (1795–1863), das jüdische Gemeindezentrum mit Synagoge, Schule, Lehrerwohnung und einem Badhaus (Mikwe) errichtet. Das Gebäude im Rundbogenstil besteht aus einem zweigeschossigen Hauptbau, in dessen östlichem Teil sich der Betsaal mit einer Frauenempore befindet. Über dem Bogen des Portals steht eine Inschrift in hebräischer Sprache, ein Zitat aus dem 1. Buch der Könige (1 Kön 8,38-39 ): „Jedes Gebet und Flehen eines jeden einzelnen Menschen, der inne wird und die Not seines Herzens erkennt, und seine Hände zu diesem Haus erhebt, das höre du im Himmel, dem Ort deines Wohnens, verzeih und führe es aus“. An der Südseite des Synagogenhofes wurde das Badhaus erstellt. Carl Mayer von Rothschild stiftete eine beträchtliche Summe zum Bau der Synagoge. Dafür erhielt seine Familie einen Ehrenplatz in der neuen Synagoge. Als um 1850 die Gemeinde immer noch beträchtliche Schulden hatte, übernahm diese großenteils Freiherr von Rothschild.
Im Jahr 1895 brach in einem landwirtschaftlichen Anwesen in der Nachbarschaft ein Feuer aus, das auch die Synagoge schwer beschädigte. Es musste ein neuer Dachstuhl erstellt werden.

### Nationalsozialistische Verfolgung
Beim Novemberpogrom 1938 brachten auswärtige SA-Männer am 10. November in der Synagoge eine Sprengladung zur Explosion und verwüsteten damit die Synagoge. Nachbarn, die ein Übergreifen der Flammen auf andere Gebäude befürchteten, verhinderten die Brandstiftung des Gebäudes. Die Synagoge wurde zweckentfremdet und während des Zweiten Weltkriegs als Lagerraum genutzt.

## Heutige Nutzung
Nach 1945 diente die Synagoge als Unterkunft für Flüchtlingsfamilien und von 1960 bis 1984 waren in dem Gebäudekomplex Sozialwohnungen eingerichtet. Dabei wurde der ehemalige Betsaal durch Trennwände und Zwischendecken völlig verändert. 1981 erwarb die Stadt die ehemalige Synagoge und 1982 wurde sie als Kulturdenkmal von besonderer Bedeutung in das Denkmalbuch eingetragen. Im Jahr 1984 bildete sich der Förderverein Ehemalige Synagoge in Hemsbach e. V., der die Restaurierungsarbeiten unter dem Architekten Friedrich Reidel unterstützte. Die Arbeiten wurden im Herbst 1987 mit der Erneuerung des Badhauses abgeschlossen. Ziel der Arbeiten war es, den alten Zustand der Gebäude so weit wie möglich wiederherzustellen.
Am 14. September 1987 wurde die restaurierte Synagoge wieder der Öffentlichkeit übergeben. Der Betsaal wird nun für kulturelle Veranstaltungen genutzt. Das ehemalige Badhaus ist zur Gedenkstätte für die ehemalige jüdische Gemeinde geworden. Es befinden sich darin unter anderem auch Gedenktafeln mit den Namen der in den Vernichtungslagern umgekommenen Hemsbacher Juden.